# Rieutort-d’Aubrac

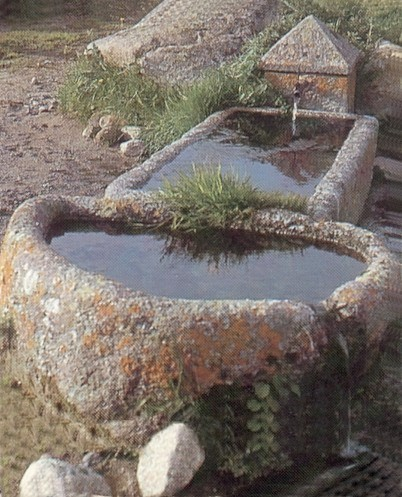
Eine Viehtränke bei Rietort d’Aubrac

Rieutort-d’Aubrac ist ein Weiler in der Gemeinde Marchastel im Département Lozère der Region Okzitanien. Er liegt am Fernwanderweg GR 65, der weitgehend dem historischen Verlauf des französischen Jakobsweges „Via Podiensis“ folgt.

## Geographie und Geschichte
Rieutort-d’Aubrac liegt auf der Hochebene der Aubrac rund fünf Kilometer östlich von Nasbinals. Wie fast überall in der Aubrac hat der Ort seine Ursprünglichkeit bewahrt. Die aus grauem Basalt errichteten Häuser harmonisieren mit der lieblichen aber auch manchmal rauen Landschaft. Häufig trifft man auf Backhäuser, Viehtränken oder auch Dorfbrunnen aus dem gleichen Material.

## Jakobsweg (Via Podiensis)
In Rieutort-d’Aubrac gibt es mehrere Pilgerherbergen (französisch Gîte d’étape). Der Historische Weg führt weiter über den Weiler Marchastel nach Nasbinals. Der Fernwanderweg GR 65 nimmt den direkten Weg nach Nasbinals.